# Knägräs
Knägräs kan även vara ett dialektalt ord för sjöfräken.

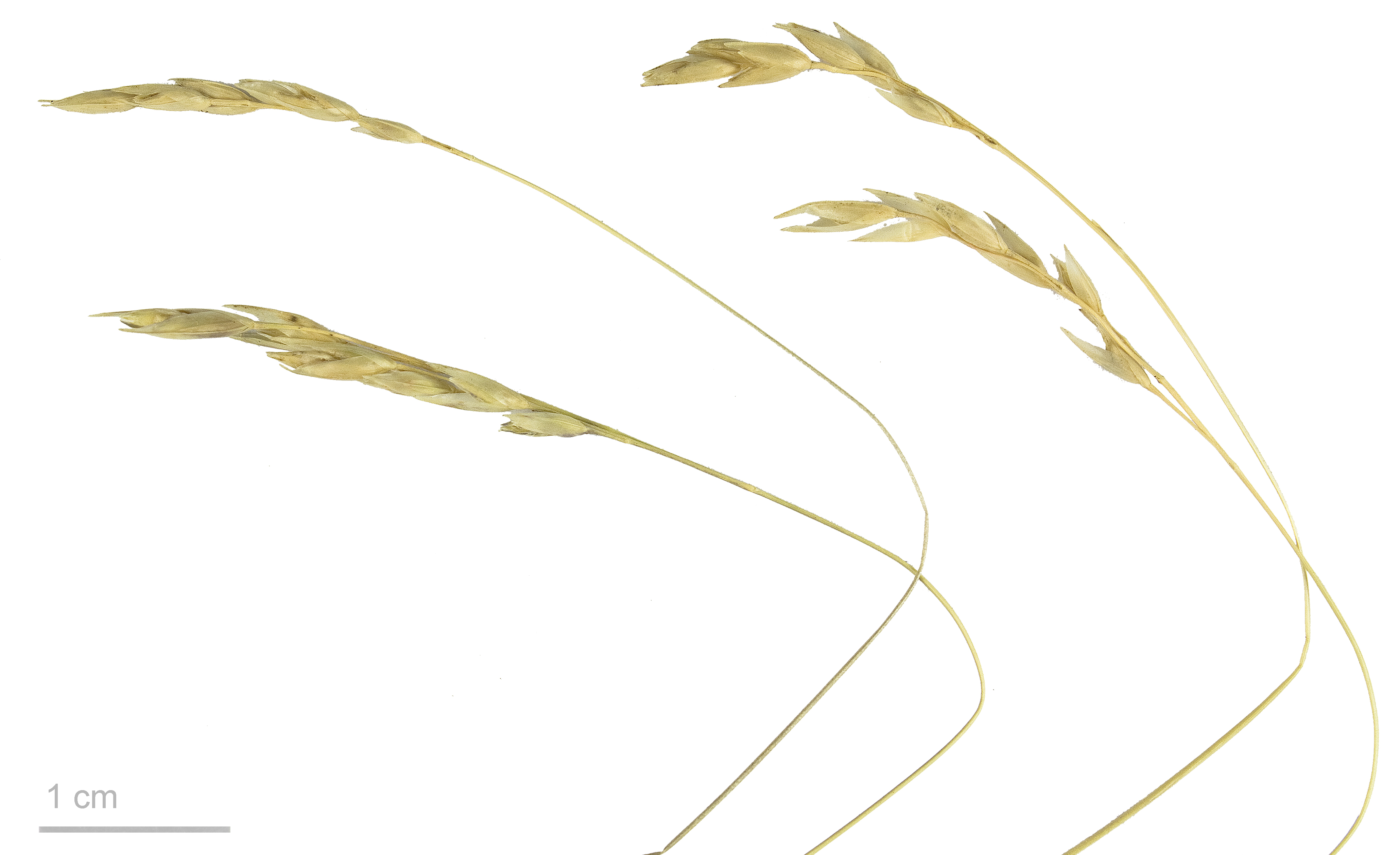
Danthonia decumbens

Knägräs (Danthonia decumbens) är en växtart i släktet knägräs och familjen gräs.

## Beskrivning
Knägräs är lågväxt och flerårigt och växer i tuvor. Stråna är mellan två och fyra decimeter höga och stiger antingen upp från en knäböjd bas eller är nedliggande. De korta och gleshåriga bladen är omkring tre millimeter breda, grågröna på ovansidan och har vid basen en krans av längre hår.
Arten blommar i juni-juli med en enkelt byggd vippa på omkring fyra centimeter med korta upprätta vippgrenar med ett eller två småax med tre till fem blommor vardera.
Knägräs är lätt att känna igen och har inga egentliga förväxlingsarter.

## Utbredning
I Sverige är arten tämligen allmän från Skåne till Hälsingland, växande på mager gräsmark, på hedar, betesmarker, vid stigar och i skogsbackar och skogsbryn.